# Geodimeter
Geodimeter var från början en elektrooptiskt längdmätare uppfunnen av Erik Bergstrand och senare utvecklad av Ragnar Schöldström på AGA. Själva ordet Geodimeter är en förkortning av Geodetic Distance Meter.
Med tiden blev Geodimeter synonymt med olika geodetiska mätinstrument från AGA-fabriken, till exempel totalstationer. Namnet Geodimeter har hängt kvar, trots att fabriken har köpts upp i flera omgångar. Numera ägs fabriken av Trimble.
Geodimeter var först ut i världen med autolock och robotic totalstationer.

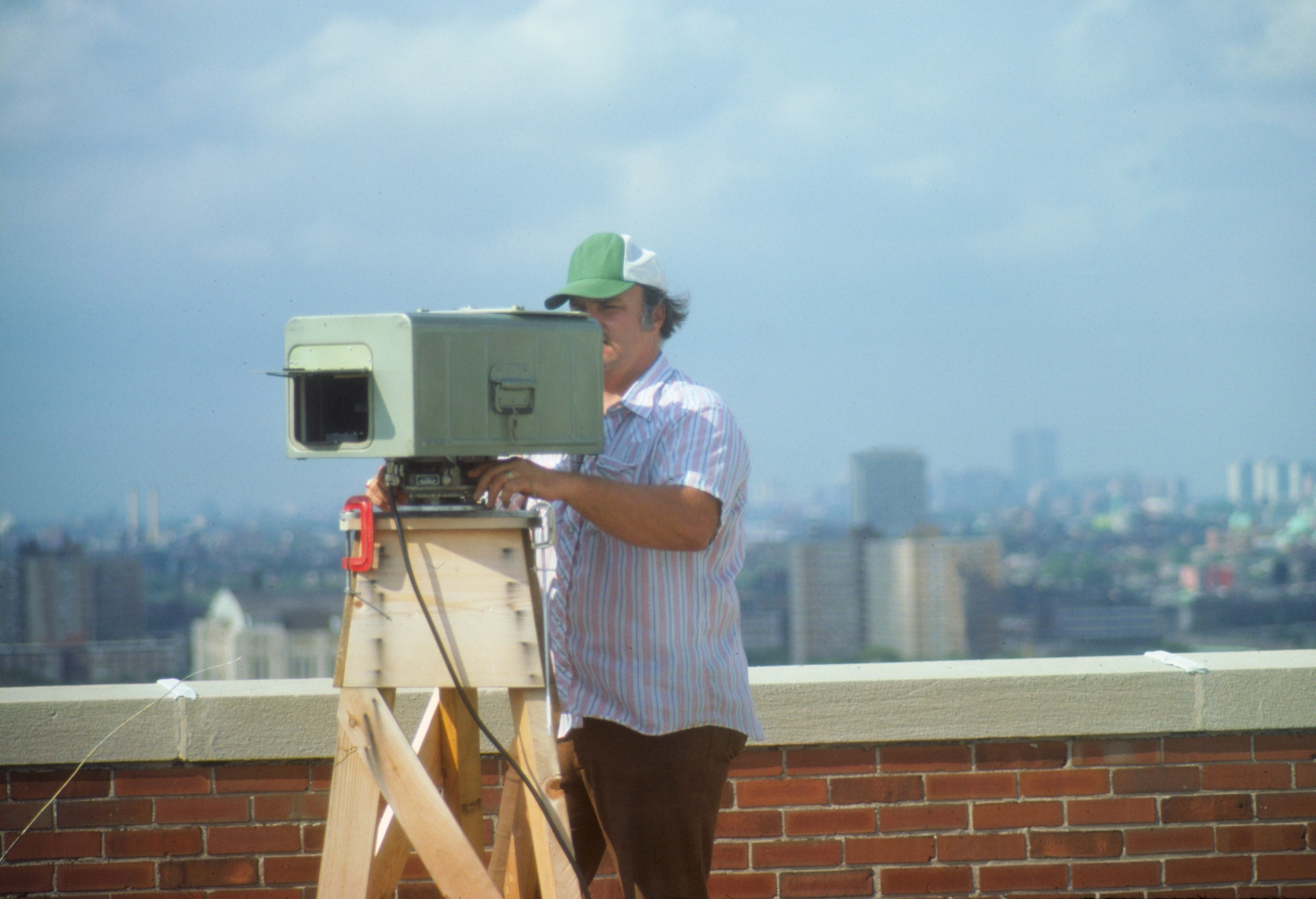
Geodimeter modell 8 i användning
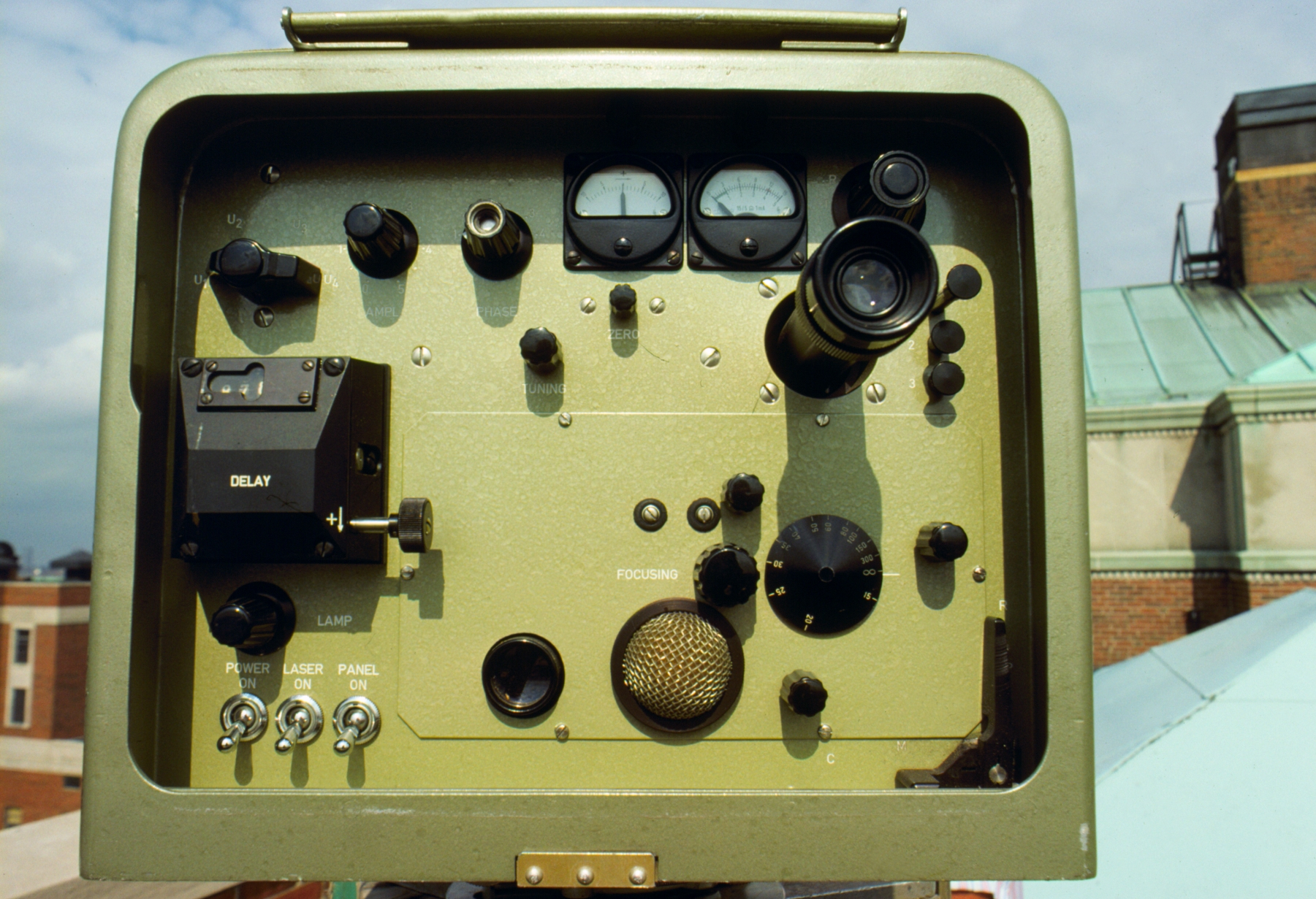
Kontrollpanelen på en Geodimeter modell 8
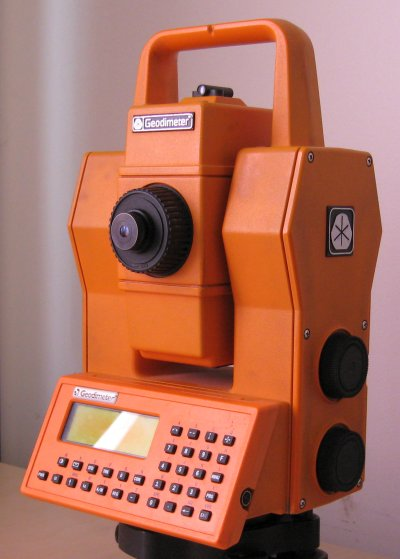
En totalstation (teodolit)